# Lowry City
Lowry City és una població dels Estats Units a l'estat de Missouri. Segons el cens del 2000 tenia 728 habitants.

## Demografia
Segons el cens del 2000, Lowry City tenia 728 habitants, 301 habitatges, i 168 famílies. La densitat de població era de 275,6 habitants per km².
Dels 301 habitatges en un 25,9% hi vivien nens de menys de 18 anys, en un 41,9% hi vivien parelles casades, en un 9,6% dones solteres, i en un 43,9% no eren unitats familiars. En el 38,5% dels habitatges hi vivien persones soles el 21,9% de les quals corresponia a persones de 65 anys o més que vivien soles. El nombre mitjà de persones vivint en cada habitatge era de 2,2 i el nombre mitjà de persones que vivien en cada família era de 2,89.
Per edats la població es repartia de la següent manera: un 22,1% tenia menys de 18 anys, un 6,5% entre 18 i 24, un 22,4% entre 25 i 44, un 19,5% de 45 a 60 i un 29,5% 65 anys o més.
L'edat mediana era de 44 anys. Per cada 100 dones de 18 o més anys hi havia 80,6 homes.
La renda mediana per habitatge era de 19.438 $ i la renda mediana per família de 28.854 $. Els homes tenien una renda mediana de 23.125 $ mentre que les dones 17.135 $. La renda per capita de la població era de 10.968 $. Entorn del 15,5% de les famílies i el 22,1% de la població estaven per davall del llindar de pobresa.

## Poblacions més properes
El següent diagrama mostra les poblacions més properes.